# Ruhrallee
Ruhrallee, Dortmund-Ruhrallee – dzielnica miasta Dortmund w Niemczech, w kraju związkowym Nadrenia Północna-Westfalia, w okręgu administracyjnym Innenstadt-Ost.